# Наджафов, Роял Шураддин оглы
Роял Шураддин оглы Наджафов (азерб. Nəcəfov Röyal Şurəddin oğlu; 9 июля 1990, Баку, Азербайджанская ССР) — азербайджанский футболист, амплуа — нападающий. Выступает в составе команды «Астара» ФК.

## Биография
Роял Наджафов родился 9 июля 1990 года в городе Баку. В 1996—2007 годах учился в средней бакинской школе № 85. В 2007—2011 годах являлся студентом факультета игровых видов спорта Азербайджанской государственной академии физической культуры и спорта. В 2011—2012 годах проходил военную службу в рядах вооруженных сил Азербайджана.
Футболом начал заниматься в возрасте 8 лет в клубе «Нефтьгаз-2» под руководством Вагифа Агаева, где провел полгода.

## Молодёжная карьера
До 15 лет тренировался с Фазилем Аббасовым. Является воспитанником футбольного клуба «Карабах». В 2005 году участвовал в селекционных сборах клуба, по результатам которого успешно прошел отбор и стал игроком юношеской команды. Тренером команды был Эльшад Худадатов. Затем перешел в дубль клуба.

## Клубная карьера

### Азербайджан
Первый профессиональный контракт подписал в 2007 году с ФК «Карабах», в котором пробыл до 2011 года. За это время дважды на правах аренды выступал в клубах первого дивизиона Азербайджана МОИК и «Шуша». В 2013 году, получив статус свободного агента перешёл в клуб «Бакылы», где провел полтора сезона. В 2014—2016 годах выступал за Центральный Спортивный Клуб Армии — МОИК.
В августе 2016 года подписал двухлетний контракт с клубом Премьер-Лиги ФК АЗАЛ Баку. Дебютировал в составе клуба 6 августа 2016 года в матче АЗАЛ — «Нефтчи». При этом провел на поле все 90 минут матча.
Вернувшись в апреле 2019 года из Турции в Баку, начал выступать в Региональной Лиге Азербайджана, в составе команды «Астара».

### Турция
Летом 2017 года перебрался в Турцию, где начал карьеру легионера в Региональной Лиге Турции. Поочередно выступал за команды «Малатья Йешилйурт Беледиййе Спор» (Малатья), «Агры 1970 Спор» (Агры) и «Сандыклыспор» (Афьен)..
По итогам сезона 2017/18 годов, стал лучшим бомбардиром Лиги с 16 забитыми голами в 25 играх. При этом первую половину сезона сыграл за «Малатья Йешилйурт Беледиййе Спор» (7 голов), а вторую за «Агры 1970 Спор» (9 голов).

## Статистика выступлений

### По клубам

#### Азербайджан
| № | Лига              | Сезон       | Клуб      | Игр | В запасе | Голов |
| - | ----------------- | ----------- | --------- | --- | -------- | ----- |
| 1 | Премьер-лига      | 2007 / 2011 | «Карабах» | 0   | 0        | 0     |
| 2 | Первый Дивизион   | 2010 / 2011 | МОИК      | 4   | 0        | 1     |
| 3 | Первый Дивизион   | 2010 / 2011 | Шуша      | 5   | 20       | 3     |
| 4 | Первый Дивизион   | 2013 / 2014 | «Бакылы»  | 36  | 3        | 15    |
| 5 | Первый Дивизион   | 2014 / 2016 | МОИК      | 47  | 1        | 39    |
| 6 | Премьер-лига      | 2016 / 2017 | АЗАЛ      | 23  | 9        | 0     |
| 7 | Региональная Лига | 2019 / 2020 | Астара    | 11  | 9        | 0     |

#### Турция
| № | Лига              | Сезон       | Клуб                            | Игр | В запасе | Голов |
| - | ----------------- | ----------- | ------------------------------- | --- | -------- | ----- |
| 1 | Региональная лига | 2017 / 2018 | Малатья Йешилюрт Беледиййе Спор | 11  | 0        | 7     |
| 2 | Региональная лига | 2017 / 2018 | Агры 1970 Спор                  | 11  | 0        | 9     |
| 3 | Региональная лига | 2018 / 2019 | Сандыклыспор                    | 23  | 0        | 5     |

### Кубок
Статистика выступлений в Кубке Азербайджана по сезонам:
| № | Сезон       | Клуб   | Игр | В запасе | Голов |
| - | ----------- | ------ | --- | -------- | ----- |
| 1 | 2016 / 2017 | АЗАЛ   | 3   | 2        | 0     |
| 2 | 2015 / 2016 | МОИК   | 1   | 0        | 0     |
| 3 | 2014 / 2015 | МОИК   | 2   | 0        | 2     |
| 4 | 2011 / 2012 | «Шуша» | 1   | 0        | 2     |

## Карьера в сборной

### Молодёжные сборные
Выступал в составе юношеских (до 15, 17 и 19 лет) и молодежной сборных Азербайджана.
Дебютировал в составе юношеской сборной Азербайджана до 17 лет 25 сентября 2006 года в Баку, в групповом матче квалификационного раунда Чемпионата Европы УЕФА против сборной Ирландии.

## Достижения
- 2002 год — победитель чемпионата Баку по футболу в составе команды «Нефтьгаз — 1»;
- Серебряный призёр чемпионата Азербайджана среди дублеров сезона 2006/2007 годов в составе ФК «Карабах»;
- Победитель чемпионата Азербайджана среди дублеров сезона 2007/2008 годов в составе ФК «Карабах»;
- Серебряный призёр чемпионата Азербайджана среди дублеров сезона 2008/2009 годов в составе ФК «Карабах»;
- Победитель чемпионата Азербайджана среди дублеров сезона 2009/2010 годов в составе ФК «Карабах»;
- 2010 год — победитель первого чемпионата Азербайджана по пляжному футболу среди ВУЗ-ов, в составе команды «Гянджлик 2010»;
- 25 мая 2012 года был награждён Почетной Грамотой Министерства Обороны Азербайджанской Республики за участие в первенстве вооруженных сил АР по футболу, в котором воинская часть, которую представлял Роял Наджафов заняла 2 место;
- Лучший бомбардир первого дивизиона Азербайджана по футболу сезона 2015/16, с 24 забитыми голами в составе команды МОИК;[10]
- По итогам сезона 2018/19 годов, с 16 забитыми голами в 22 играх, стал лучшим бомбардиром Региональной Лиги Турции.